# فولكتنغ

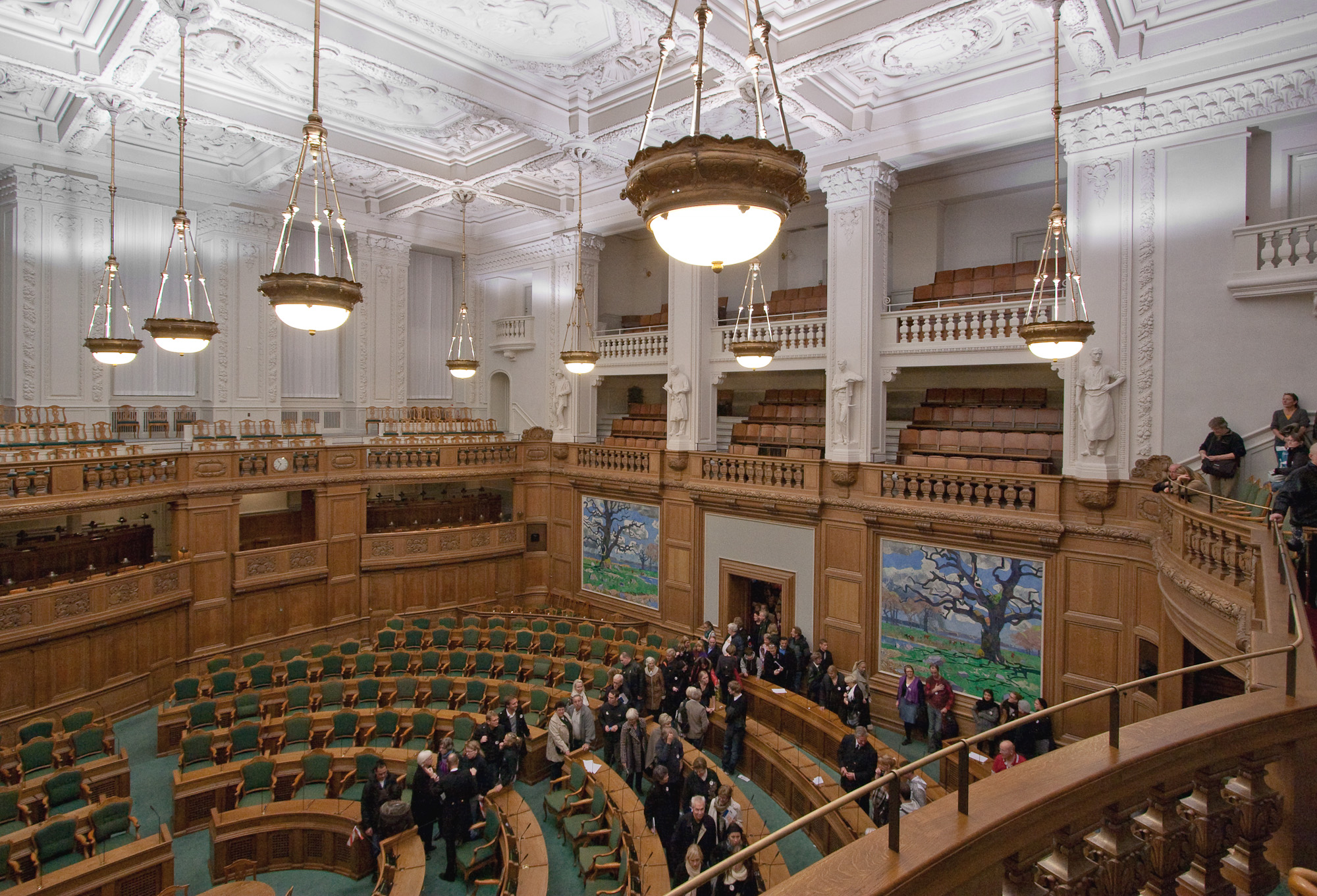
الفولكتنغ من الداخل.

البرلمان الدنماركي أو فولكتنغ (بالدنماركية: Folketing) هو البرلمان الوطني للدنمارك. وتعني الكلمة حرفيًا «شيء الشعب» أو «تجمع الشعب الحاكم». يعود تأسيسه إلى عام 1849، ويتكون اليوم من 179 ممثلاً؛ 175 من الدنمارك، 2 من غرينلاند، 2 من جزر فارو. ويقع مقره في قصر كريستيانسبورغ وسط كوبنهاغن. ويصل عدد النائبات النساء فيه إلى 70 نائبه، وهو البرلمان الأوروبي الوحيد في شمال أوروبا الذي تتعدى نسبة تمثيل النساء فيه 40%.
ويعتمد النظام السياسي في الدنمارك على التعددية الحزبية، حيث يمكن تمثيل عدة أحزاب في البرلمان في وقت واحد. وغالبًا ما تتميز الحكومات الدنماركية بحكم الأقليات المدعوم بحزب أو أكثر من الأحزاب المساندة. وهو ما يعني بدوره أن السياسة الدنماركية تعتمد على السياسة الاتفاقية. فمنذ عام 1909 لم يحصل حزب واحد على أغلبية مقاعد البرلمان.